# Nazionale femminile di pallavolo del Perù
La nazionale di pallavolo femminile del Perù è una squadra sudamericana composta dalle migliori giocatrici di pallavolo del Perù ed è posta sotto l'egida della Federazione pallavolistica del Perù.

## Rosa
Segue la rosa delle giocatrici convocate per il campionato sudamericano 2021.
| N° | Nome                  | Ruolo | Data di nascita   | Squadra                   |
| -- | --------------------- | ----- | ----------------- | ------------------------- |
| 2  | Diana de la Peña      | C     | 7 giugno 1999     | Alianza Lima              |
| 3  | Maria Paula Rodríguez | O     | 17 marzo 2002     | Latino Amisa              |
| 4  | Brenda Lobatón        | S     | 11 dicembre 1997  | Alianza Lima              |
| 6  | Maricarmen Guerrero   | C     | 17 gennaio 1999   | Rebaza Acosta             |
| 7  | Lucía Magallanes      | P     | 1º settembre 1998 | Rebaza Acosta             |
| 8  | Maguilaura Frías      | O     | 28 maggio 1997    | Alianza Lima              |
| 9  | Katherine Regalado    | O     | 11 marzo 1998     | Circolo Sportivo Italiano |
| 10 | Mirian Patiño         | L     | 28 marzo 1990     | Regatas Lima              |
| 11 | Clarivett Yllescas    | C     | 11 agosto 1993    | Marcq-en-Barœul           |
| 15 | Karla Ortiz           | S     | 20 ottobre 1991   | Regatas Lima              |
| 17 | Flavia Montes         | C     | 22 novembre 2000  | Regatas Lima              |
| 18 | Coraima Gómez         | S     | 9 agosto 1996     | Deportivo Jaamsa          |
| 19 | Shiamara Almeida      | P     | 19 febbraio 1996  | Alianza Lima              |
| 21 | Esmeralda Sánchez     | L     | 1º settembre 1998 | Alianza Lima              |

## Risultati

### Competizioni FIVB
| 1964 | non qualificata | -            |
| 1968 | 4º posto        | Convocazioni |
| 1972 | non qualificata | -            |
| 1976 | 7º posto        | Convocazioni |
| 1980 | 6º posto        | Convocazioni |
| 1984 | 4º posto        | Convocazioni |
| 1988 | 2º posto        | Convocazioni |
| 1992 | non qualificata | -            |
| 1996 | 11º posto       | Convocazioni |
| 2000 | 11º posto       | Convocazioni |
| 2004 | non qualificata | -            |
| 2008 | non qualificata | -            |
| 2012 | non qualificata | -            |
| 2016 | non qualificata | -            |
| 2020 | non qualificata | -            |
| 2024 | non qualificata | -            |

| 1952 | non qualificata | -            |
| 1956 | non qualificata | -            |
| 1960 | 7º posto        | Convocazioni |
| 1962 | non qualificata | -            |
| 1967 | 4º posto        | Convocazioni |
| 1970 | 14º posto       | Convocazioni |
| 1974 | 8º posto        | Convocazioni |
| 1978 | 10º posto       | Convocazioni |
| 1982 | 2º posto        | Convocazioni |
| 1986 | 3º posto        | Convocazioni |
| 1990 | 6º posto        | Convocazioni |
| 1994 | 13º posto       | Convocazioni |
| 1998 | 11º posto       | Convocazioni |
| 2002 | non qualificata | -            |
| 2006 | 20º posto       | Convocazioni |
| 2010 | 15º posto       | Convocazioni |
| 2014 | non qualificata | -            |
| 2018 | non qualificata | -            |
| 2022 | non qualificata | -            |

| 1973 | 4º posto        | Convocazioni |
| 1977 | 5º posto        | Convocazioni |
| 1981 | non qualificata | -            |
| 1985 | 5º posto        | Convocazioni |
| 1989 | 5º posto        | Convocazioni |
| 1991 | 5º posto        | Convocazioni |
| 1995 | 10º posto       | Convocazioni |
| 1999 | 10º posto       | Convocazioni |
| 2003 | non qualificata | -            |
| 2007 | 11º posto       | Convocazioni |
| 2011 | non qualificata | -            |
| 2015 | 11º posto       | Convocazioni |
| 2019 | non qualificata | -            |
| 2023 | 8º posto        | Convocazioni |

### Competizioni CSV
| 1951 | 3º posto        | Convocazioni |
| 1956 | 3º posto        | Convocazioni |
| 1958 | 2º posto        | Convocazioni |
| 1961 | 2º posto        | Convocazioni |
| 1962 | 2º posto        | Convocazioni |
| 1964 | 1º posto        | Convocazioni |
| 1967 | 1º posto        | Convocazioni |
| 1969 | 2º posto        | Convocazioni |
| 1971 | 1º posto        | Convocazioni |
| 1973 | 1º posto        | Convocazioni |
| 1975 | 1º posto        | Convocazioni |
| 1977 | 1º posto        | Convocazioni |
| 1979 | 1º posto        | Convocazioni |
| 1981 | 2º posto        | Convocazioni |
| 1983 | 1º posto        | Convocazioni |
| 1985 | 1º posto        | Convocazioni |
| 1987 | 1º posto        | Convocazioni |
| 1989 | 1º posto        | Convocazioni |
| 1991 | 2º posto        | Convocazioni |
| 1993 | 1º posto        | Convocazioni |
| 1995 | 2º posto        | Convocazioni |
| 1997 | 2º posto        | Convocazioni |
| 1999 | 3º posto        | Convocazioni |
| 2001 | non qualificata | -            |
| 2003 | 3º posto        | Convocazioni |
| 2005 | 2º posto        | Convocazioni |
| 2007 | 2º posto        | Convocazioni |
| 2009 | 3º posto        | Convocazioni |
| 2011 | 3º posto        | Convocazioni |
| 2013 | 3º posto        | Convocazioni |
| 2015 | 2º posto        | Convocazioni |
| 2017 | 3º posto        | Convocazioni |
| 2019 | 3º posto        | Convocazioni |
| 2021 | 4º posto        | Convocazioni |
| 2023 | 5º posto        | Convocazioni |

### Competizioni zonali
| 1955 | non qualificata | -            |
| 1959 | 3º posto        | Convocazioni |
| 1963 | 4º posto        | Convocazioni |
| 1967 | 2º posto        | Convocazioni |
| 1971 | 2º posto        | Convocazioni |
| 1975 | 2º posto        | Convocazioni |
| 1979 | 2º posto        | Convocazioni |
| 1983 | 3º posto        | Convocazioni |
| 1987 | 2º posto        | Convocazioni |
| 1991 | 3º posto        | Convocazioni |
| 1995 | 5º posto        | Convocazioni |
| 1999 | 6º posto        | Convocazioni |
| 2003 | 7º posto        | Convocazioni |
| 2007 | 4º posto        | Convocazioni |
| 2011 | 6º posto        | Convocazioni |
| 2015 | 7º posto        | Convocazioni |
| 2019 | 6º posto        | Convocazioni |
| 2023 | non qualificata | -            |

| 2002 | non qualificata | -            |
| 2003 | non qualificata | -            |
| 2004 | non qualificata | -            |
| 2005 | non qualificata | -            |
| 2006 | 6º posto        | Convocazioni |
| 2007 | 7º posto        | Convocazioni |
| 2008 | 7º posto        | Convocazioni |
| 2009 | 5º posto        | Convocazioni |
| 2010 | 2º posto        | Convocazioni |
| 2011 | 8º posto        | Convocazioni |
| 2012 | 7º posto        | Convocazioni |
| 2013 | 8º posto        | Convocazioni |
| 2014 | 9º posto        | Convocazioni |
| 2015 | 9º posto        | Convocazioni |
| 2016 | 9º posto        | Convocazioni |
| 2017 | 4º posto        | Convocazioni |
| 2018 | 8º posto        | Convocazioni |
| 2019 | 7º posto        | Convocazioni |
| 2022 | 7º posto        | Convocazioni |
| 2023 | 6º posto        | Convocazioni |
| 2024 | 10º posto       | Convocazioni |
| 2025 | 6º posto        | Convocazioni |

| 1978 | non qualificata | -            |
| 1982 | 1º posto        | Convocazioni |
| 2010 | 3º posto        | Convocazioni |
| 2014 | 4º posto        | Convocazioni |
| 2018 | 3º posto        | Convocazioni |
| 2022 | 1º posto        | Convocazioni |

### Competizioni estinte
| 1993 | non qualificata | -            |
| 1994 | 11º posto       | Convocazioni |
| 1995 | non qualificata | -            |
| 1996 | non qualificata | -            |
| 1997 | non qualificata | -            |
| 1998 | non qualificata | -            |
| 1999 | non qualificata | -            |
| 2000 | non qualificata | -            |
| 2001 | non qualificata | -            |
| 2002 | non qualificata | -            |
| 2003 | non qualificata | -            |
| 2004 | non qualificata | -            |
| 2005 | non qualificata | -            |
| 2006 | non qualificata | -            |
| 2007 | non qualificata | -            |
| 2008 | non qualificata | -            |
| 2009 | non qualificata | -            |
| 2010 | non qualificata | -            |
| 2011 | 16º posto       | Convocazioni |
| 2012 | non qualificata | -            |
| 2013 | non qualificata | -            |
| 2014 | 18º posto       | Convocazioni |
| 2015 | 22º posto       | Convocazioni |
| 2016 | 23º posto       | Convocazioni |
| 2017 | 21º posto       | Convocazioni |

| 1993 | 6º posto        | Convocazioni |
| 1997 | non qualificata | -            |
| 2001 | non qualificata | -            |
| 2005 | non qualificata | -            |
| 2009 | non qualificata | -            |
| 2013 | non qualificata | -            |
| 2017 | non qualificata | -            |

| 1988 | 3º posto        | Convocazioni |
| 1990 | non qualificata | -            |
| 1992 | non qualificata | -            |
| 1994 | non qualificata | -            |

| 2018 | 4º posto        | Convocazioni |
| 2019 | 6º posto        | Convocazioni |
| 2022 | non qualificata | -            |
| 2023 | non qualificata | -            |
| 2024 | non qualificata | -            |

| 2008 | non qualificata | -            |
| 2009 | 4º posto        | Convocazioni |
| 2010 | 2º posto        | Convocazioni |

| 1986 | 2º posto | Convocazioni |
| 1990 | 4º posto | Convocazioni |
| 1994 | 8º posto | Convocazioni |

| 1988 | ?               | -            |
| 1989 | ?               | -            |
| 1990 | ?               | -            |
| 1991 | non qualificata | -            |
| 1992 | non qualificata | -            |
| 1993 | non qualificata | -            |
| 1994 | non qualificata | -            |
| 1995 | non qualificata | -            |
| 1996 | non qualificata | -            |
| 1998 | non qualificata | -            |
| 1999 | non qualificata | -            |
| 2000 | non qualificata | -            |
| 2001 | non qualificata | -            |
| 2002 | non qualificata | -            |
| 2003 | non qualificata | -            |
| 2004 | non qualificata | -            |
| 2005 | non qualificata | -            |
| 2006 | non qualificata | -            |
| 2007 | non qualificata | -            |
| 2008 | non qualificata | -            |
| 2009 | non qualificata | -            |
| 2010 | non qualificata | -            |
| 2011 | 7º posto        | Convocazioni |
| 2013 | non qualificata | -            |
| 2014 | non qualificata | -            |
| 2015 | non qualificata | -            |
| 2016 | non qualificata | -            |
| 2017 | non qualificata | -            |
| 2018 | non qualificata | -            |
| 2019 | non qualificata | -            |